# Дом прессы (Санкт-Петербург)
Дом прессы — здание в стиле советского модернизма. Расположен в Центральном районе Санкт-Петербурга, современный адрес дома — набережная реки Фонтанки, 59.
Пятиэтажное здание из силикатного кирпича, на котором вертикальные бетонные рёбра имитируют железобетон, построено без проведения конкурса в 1958—1963 годах архитекторами В. Хрущёвым, С. Неймарком, А. Солодовниковым, инженерами М. Шехнером, М. Гербауз, К. Никитиной.
Для постройки была снесена Воскресенская церковь при благотворительных заведениях гр. Апраксина.
В здании была одна на многие газеты («Вечерний Ленинград», «Кинонеделя», «Ленинградская правда», «Ленинские искры», «Смена», «Строительный рабочий», «Искорка») типография, буфеты, столовая, здравпункт со стоматологом.
В «Собачьем сердце» в этом квартале снимали разруху 1920-х.
Каждые 1,7 м по фасаду идут вертикали, что в соседстве с такими зданиями, как здание Министерства внутренних дел, выглядит мелко, не в пользу Дома прессы.
В 2011-2016 году обсуждалась возможность сноса здания.
В 2020 году в здании произошёл пожар.